# المدى للإعلام والثقافة والفنون
مؤسسة المدى للثقافة والإعلام والفنون مؤسسة إعلامية ثقافية عراقية مستقلة، مؤسسها ورئيسها فخري كريم، مقرها الرئيسي في بغداد ولديها مقرات فرعية في دمشق وبيروت تملك دار نشر (دار المدى) وإذاعة محلية وقناة تلفزيونية تحملان اسم المؤسسة، ووكالة أنباء، وصحيفة يومية (صحيفة المدى) ، وشركة للإعلان والدعاية كما تنظم سنوياً معرض اربيل الدولي للكتاب، في اربيل، ومعرض العراق الدولي للكتاب، في بغداد، تأسست في دمشق وأنتقلت إلى بغداد بعد عام 2003 .
برز مشروع المدى في ثمانيات القرن الماضي، خارج العراق كمركز دراسات، ودار نشر، ومجلة فصلية، وسلسلة مكتبات، وبرزت صحيفة المدى بعد نشرها «قائمة المدى» التي شملت أسماء شخصيات سياسية ورجال أعمال عرب واجانب أستلموا كوبونات نفط كرشاوي دفعها صدام حسين اثناء الحصار على العراق

## التاريخ
بدأ المشروع في ستينيات القرن الماضي وفي عام 1983، عرّف المشروع عن نفسه بتأسيس مركز أبحاث ودراسات وإصدار مجلة (النهج) الفكرية والتي تحولت إلى المنبر المشترك للأحزاب الشيوعية والعمالية في العالم العربي، وأصبحت بعد انهيار الاتحاد السوفيتي والبلدان الاشتراكية الأخرى منبراً إعلاميا يسارياً. وفي 1984 أطلقت مجلة المدى الفصلية، وفي 1994 تأسست دار المدى للثقافة والنشر في دمشق وقبرص وتوسعت لاحقاً لتشمل بيروت وبغداد وأربيل وفي نفس العام تدشنت سلسلة مكتبات المدى في عدة عواصم عربية منها دمشق وبيروت والقاهرة وبغداد كما تأسست جمعية المدى للتنمية والتعاون الثقافي في 1994 وبعد 2003 انتقل المقر الرئيسي للمؤسسة من دمشق إلى بغداد.

## صحيفة المدى
تأسست صحيفة المدى في تموز 2003 وأطلقت إصدارها الأول في 5/8/2003 كصحيفة ورقية يومية، رئيس تحريرها فخري كريم، وسرعان ما حظيت باهتمام عالمي، إعلامي وسياسي، بعد إثارتها لفضيحة كوبونات النفط عام 2004  والتي نشرت فيه قوائم لأسماء سياسيين ورجال أعمال عرب واجانب قام رئيس النظام العراقي صدام حسين بدفعها لشراء تأييدهم، تضمنت قوائم المدى أسماء اشخاص ينتمون لـ 57 دولة، حيث ضمت 14 اسماً من لبنان و14 من سورية و8 من دولة الامارات و3 من المغرب و14 من الأردن و11 من مصر و11 من تركيا و3 من السودان و3 من اليمن و3 من قبرص و11 من فرنسا و5 من قطر و3 من البحرين و2 من السعودية و1 من ليبيا إضافة إلى 46 من روسيا ، ويعد هذا التحقيق أول وابرز الأعمال الصحفية الاستقصائية العراقية بعد عام 2003.
تملك صحيفة المدى انتشاراً كبيراً، وتعد من أهم وسائل الاعلام التي تناولت الفساد المالي والإداري في العراق، وتوظيفها للكاريكتر الساخر كمعالجة صحفية لقضايا الفساد 
- في شباط 2018، أصدرت هيئة تحرير المدى عموداً افتتاحياً في صفحتها الأولى، أعلنت فيه عزمها تخفيض عدد صفحاتها الورقية مع الإبقاء على ملاحقها الرئيسية، وكشفت عن الرغبة في التحول إلى صحيفة إلكترونية مستقبلاً.[26]
- في فبراير 2020 تسببت أزمة كورونا بتراجع إنتشار النسخ الورقية من الصحيفة إلى الربع مما أدى لخسائر كبيرة [27]

### ملاحق المدى
تصدر عن المدى مع صحيفتها اليومية ستة ملاحق أسبوعية متخصصة بمواضيع: الثقافة، الشخصيات، الاقتصاد، الذاكرة العراقية، الرياضة:
- ملحق أوراق: ملحق أسبوعي يصدر كل يوم أحد، يتناول حركة النشر وما تصدره دور النشر المحلية والعربية والعالمية من كتب ودوريات.
- ملحق ذاكرة عراقية: ملحق أسبوعي يصدر كل يوم أثنين، يعنى بتاريخ العراق الحديث من جوانبه المختلفة.
- ملحق كان زمان: ملحق أسبوعي يصدر كل يوم ثلاثاء، يُحيى به ما نشرته الصحافة العربية القديمة من مقالات وتحقيقات وأخبار طريفة عن شتى مشاهد الحياة في الجيل الماضي، ويعتمد الملحق مجلات عربية شهرية كان لها دور كبير في اليقظة وإظهار معالمها في العالم العربي وغيره، حيث تم نشر المواد بنسختها الأصلية 
- ملحق منارات: ملحق أسبوعي يصدر كل يوم أربعاء، يعنى بتقديم شخصية عربية أو عالمية من مختلف عهود الفكر الإنساني إلى يومنا، ويكرس كل ملحق تقديم الجوانب الإبداعية والتاريخية المتميزة لكل شخصية
- ملحق عراقيون: ملحق أسبوعي يصدر كل يوم خميس، تقدم فيه شخصية عراقية بارزة، لها دور لامع في مسيرة الحياة العامة، وذلك عبر مجموعة من المقالات والنبذ والنصوص، وعادة يتم الاحتفال بشخصية الملحق 
- ملحق رياضة المدى: ملحق أسبوعي يغطي تحليل الاحداث الرياضية وأنشطة ألعاب أخرى بالاهتمام ذاته حسب قيمتها ونتائجها وتأثيرها في الوسط الجماهيري 

## تلفزيون المدى
أطلقت المؤسسة، قناة المدى الفضائية والتي تبث باللغة العربية وتستهدف الجمهور العراق في 2014 ببث تجريبي انتهى في 2015  ليبدأ البث الرسمي للقناة عبر قمر نيل سات من مقر استوديوهاتها الرئيسية في أربيل، ببرامج سياسية واقتصادية وفنية ورياضية متنوعة، لاقت قناة المدى الفضائية اهتماماً كبيراً من السياسيين العراقيين والاجانب وشخصيات ثقافية عربية وعراقية  وأشرفت القناة على مسابقة ملكة جمال العراق في 2015 والتي اقيمت بعد توقف دام 40 عاماً  لكن سرعان ما اغلقت القناة بسبب ازمة مالية عصفت بالمؤسسة.

## معرض أربيل الدولي للكتاب
هو معرض دولي للكتاب يقام سنوياً في أربيل عاصمة إقليم كوردستان شمال العراق، شارك في دورته الرابعة عشر أكثر من 300 دار نشر من 21 دولة حول العالم.

## إذاعة المدى
في 2012 أطلقت المؤسسة إذاعة المدى والتي تبث محتوى ترفيهياً في معظم محافظات العراق على موجة 92.8 اف ام

## دار المدى للنشر والطباعة
تأسس دار المدى للثقافة والنشر في دمشق عام 1994 وتمتلك عدة مراكز توزيع. حاصل على جائزة أفضل دار نشر عربية في مهرجان الشارقة للكتاب 2017 

## المدى أونلاين
تنتج المدى اونلاين محتوى منوعاً موجهاً لجمهور مواقع التواصل الاجتماعي، تتنوع مواضيعها من الثقافية والاجتماعية إلى السياسية والبرامج القصيرة.

## وكالة المدى بريس
أطلقت وكالة المدى بريس أو وكالة أنباء المدى الاخبارية عرفت نفسها بانها وكالة إخبارية تحاول شق طريقها بين وسائل الإعلام الإلكترونية بطريقة احترافية تسعى من خلالها إلى بناء الثقة مع الجمهور انطلاقاً من مبادئ الصدقية في العمل، وتحري الدقة في المعلومات والموضوعية 

## التضييق الحكومي
تعرضت المدى للعديد من المضايقات الحكومية كإقتحام مقراتها واحتجاز مراسلي مؤسساتها ومحاولات لعرقلة عملها، ومنها:
- في 2007 قامت قوة عسكرية باقتحام مبنى تابع لجريدة المدى في بغداد وصادروا كتبا ووثائق وكراريس قديمة من المبنى بعدما فتح العاملون في الجريدة الأبواب لهم في إثر تهديد باقتحام المبنى عنوة والاستيلاء على ما فيه[47][48]
- في 2011 وجه رئيس مجلس النواب العراقي أسامة النجيفي دعوى قضائية ضد صحيفة المدى مطالبا بتعويض قدره 150 مليون دينار عراقي.[49]
- في 2016 مثل فخري كريم رئيس تحرير صحيفة المدى امام المحكمة بعد بدعوى رفعها نائب رئيس الجمهورية العراقي نوري المالكي ضد الصحافي علي حسين اثر مقال انتقد فيه سياسات المالكي.[50]
- في حزيران 2016 تعرض كادر قناة المدى الفضائية للضرب والإهانة والإحتجاز من قبل عناصر شرطة منعتهم من تغطية المظاهرات وسط بغداد.[51][52]

## وصلات خارجية
- المدى على يوتيوب
- المدى على إنستجرام
- المدى على تيلجرام